# Sypna nocturna
Sypna nocturna là một loài bướm đêm trong họ Erebidae.